# Temporada 2008-2009 del Vila-real CF
Resum de l'activitat de la Temporada 2008-2009 del Vila-real Club de Futbol, el la que quedà cinquè classificat en la Lliga espanyola de futbol masculina i classificat per a la Copa de la UEFA.

## Plantilla
Els futbolistes que formen la plantilla 2008-2009 del Vila-real Club de Futbol són els següents:

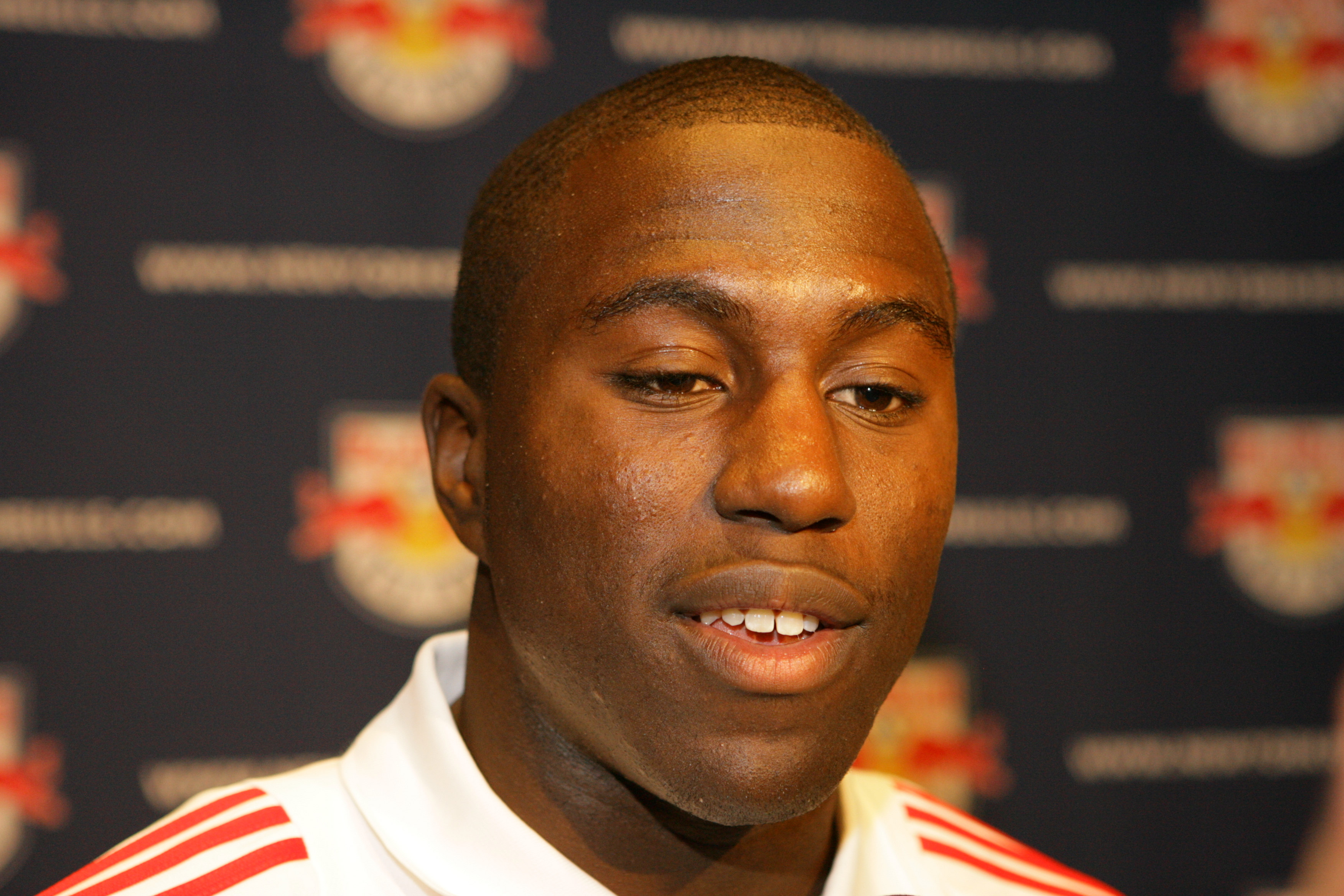
Jozy Altidore, futura promesa del futbol nord-americà

| N. | Pos. | Nac. | Jugador                 |
| -- | ---- | --- | ----------------------- |
| 1  | POR  | [[Fitxer:Flag of Uruguay.svg\|23x15px\|border \|alt=Uruguai\|link=Selecció de futbol de l'Uruguai\|{{#if:\|]]                   | Sebastián Viera         |
| 2  | DEF  | [[Fitxer:Flag of Argentina.svg\|23x15px\|border \|alt=Argentina\|link=Selecció de futbol de l'Argentina\|{{#if:\|]]             | Gonzalo Rodríguez       |
| 4  | DEF  | [[Fitxer:Flag of Uruguay.svg\|23x15px\|border \|alt=Uruguai\|link=Selecció de futbol de l'Uruguai\|{{#if:\|]]                   | Diego Godín             |
| 5  | DEF  | [[Fitxer:Flag of Catalonia.svg\|23x15px\|border \|alt=Catalunya\|link=Selecció de futbol de Catalunya\|{{#if:\|]]               | Joan Capdevila i Méndez |
| 6  | MIG  | [[Fitxer:Flag of Uruguay.svg\|23x15px\|border \|alt=Uruguai\|link=Selecció de futbol de l'Uruguai\|{{#if:\|]]                   | Sebastián Eguren        |
| 7  | MIG  | [[Fitxer:Flag of France (1794–1815, 1830–1974).svg\|23x15px\|border \|alt=França\|link=Selecció de futbol de França\|{{#if:\|]] | Robert Pirès            |
| 8  | MIG  | [[Fitxer:Flag of Asturias.svg\|23x15px\|border \|alt=Astúries\|link=Selecció de futbol d'Astúries\|{{#if:\|]]                   | Santi Cazorla           |
| 9  | DAV  | [[Fitxer:Flag of Mexico.svg\|23x15px\|border \|alt=Mèxic\|link=Selecció de futbol de Mèxic\|{{#if:\|]]                          | Guille Franco           |
| 10 | MIG  | [[Fitxer:Flag of Aragon.svg\|23x15px\|border \|alt=Aragó\|link=Selecció de futbol d'Aragó\|{{#if:\|]]                           | Cani                    |
| 11 | MIG  | [[Fitxer:Flag of Argentina.svg\|23x15px\|border \|alt=Argentina\|link=Selecció de futbol de l'Argentina\|{{#if:\|]]             | Ariel Ibagaza           |
| 12 | DEF  | [[Fitxer:Flag of France (1794–1815, 1830–1974).svg\|23x15px\|border \|alt=França\|link=Selecció de futbol de França\|{{#if:\|]] | Pascal Cygan            |

| N. | Pos. | Nac. | Jugador                      |
| -- | ---- | --- | ---------------------------- |
| 13 | POR  | [[Fitxer:Flag of Galicia.svg\|23x15px\|border \|alt=Galícia\|link=Selecció de futbol de Galícia\|{{#if:\|]]                                    | Diego López                  |
| 14 | MIG  | [[Fitxer:Flag of Chile.svg\|23x15px\|border \|alt=Xile\|link=Selecció de futbol de Xile\|{{#if:\|]]                                            | Matías Fernández             |
| 15 | DAV  | [[Fitxer:Flag of Turkey.svg\|23x15px\|border \|alt=Turquia\|link=Selecció de futbol de Turquia\|{{#if:\|]]                                     | Nihat Kahveci                |
| 16 | DAV  | [[Fitxer:Flag of the Basque Country.svg\|23x15px\|border \|alt=País Basc\|link=Selecció de futbol del País Basc\|{{#if:\|]]                    | Joseba Llorente              |
| 17 | DEF  | [[Fitxer:Flag of Asturias.svg\|23x15px\|border \|alt=Astúries\|link=Selecció de futbol d'Astúries\|{{#if:\|]]                                  | Javi Venta (Capità)          |
| 18 | DEF  | [[Fitxer:Flag of the Canary Islands.svg\|23x15px\|border \|alt=Illes Canàries\|link=Selecció de futbol d'Illes Canàries\|{{#if:\|]]            | Ángel                        |
| 19 | MIG  | [[Fitxer:Flag of Brazil.svg\|23x15px\|border \|alt=Brasil\|link=Selecció de futbol del Brasil\|{{#if:\|]]                                      | Marcos Senna (Capità)        |
| 20 | DEF  | [[Fitxer:Flag of Argentina.svg\|23x15px\|border \|alt=Argentina\|link=Selecció de futbol de l'Argentina\|{{#if:\|]]                            | Fabricio Fuentes             |
| 21 | MIG  | [[Fitxer:Flag of the Valencian Community (2x3).svg\|23x15px\|border \|alt=País Valencià\|link=Selecció de futbol del País Valencià\|{{#if:\|]] | Bruno                        |
| 22 | DAV  | [[Fitxer:Flag of Italy.svg\|23x15px\|border \|alt=Itàlia\|link=Selecció de futbol d'Itàlia\|{{#if:\|]]                                         | Giuseppe Rossi               |
| —  | POR  | [[Fitxer:Flag of the Balearic Islands.svg\|23x15px\|border \|alt=Illes Balears\|link=Selecció de futbol de les Illes Balears\|{{#if:\|]]       | Juan Carlos Sánchez Martínez |

- Entrenador:Manuel Pellegrini
  - Segon entrenador:Rubén Cousillas Fuse

### Mercat d'hivern
Altes:
| N. | Pos. | Nac. | Jugador |
| -- | ---- | ---- | ------- |

Baixes:
| N. | Pos. | Nac. | Jugador |
| -- | ---- | --- | --- |
| —  | MIG  | [[Fitxer:Flag of Brazil.svg\|23x15px\|border \|alt=Brasil\|link=Selecció de futbol del Brasil\|{{#if:\|]] | Edmílson (al Palmeiras) {{Fs player\|no=\|pos= DAV\|nat=Estats Units\| name = Jozy Altidore (cedit al Xerez CD)} |

### Altes
| N. | Pos. | Nac. | Jugador                               |
| -- | ---- | --- | ------------------------------------- |
| 3  | MIG  | [[Fitxer:Flag of Brazil.svg\|23x15px\|border \|alt=Brasil\|link=Selecció de futbol del Brasil\|{{#if:\|]]                                   | Edmílson (del FC Barcelona)           |
| 23 | MIG  | [[Fitxer:Flag of Uruguay.svg\|23x15px\|border \|alt=Uruguai\|link=Selecció de futbol de l'Uruguai\|{{#if:\|]]                               | Eguren (recomprat del Hammarby IF)    |
| 16 | DAV  | [[Fitxer:Flag of Spain.svg\|23x15px\|border \|alt=Espanya\|link=Selecció de futbol d'Espanya\|{{#if:\|]]                                    | Joseba Llorente (del Real Valladolid) |
| 24 | DAV  | [[Fitxer:Flag of the United States.svg\|23x15px\|border \|alt=Estats Units d'Amèrica\|link=Selecció de futbol dels Estats Units\|{{#if:\|]] | Jozy Altidore (del Red Bull New York) |
| 11 | MIG  | [[Fitxer:Flag of Argentina.svg\|23x15px\|border \|alt=Argentina\|link=Selecció de futbol de l'Argentina\|{{#if:\|]]                         | Ariel Ibagaza (del RCD Mallorca)      |

### Baixes
| N. | Pos. | Nac. | Jugador                                    |
| -- | ---- | --- | ------------------------------------------ |
| —  | DEF  | [[Fitxer:Flag of Argentina.svg\|23x15px\|border \|alt=Argentina\|link=Selecció de futbol de l'Argentina\|{{#if:\|]]             | Martín Cáceres (al FC Barcelona)           |
| —  | MIG  | [[Fitxer:Flag of France (1794–1815, 1830–1974).svg\|23x15px\|border \|alt=França\|link=Selecció de futbol de França\|{{#if:\|]] | Rio Mavuba (al Lille OSC)                  |
| —  | DAV  | [[Fitxer:Flag of Denmark.svg\|23x15px\|border \|alt=Dinamarca\|link=Selecció de futbol de Dinamarca\|{{#if:\|]]                 | Jon Dahl Tomasson (Feyenoord Rotterdam)    |
| —  | DAV  | [[Fitxer:Flag of Spain.svg\|23x15px\|border \|alt=Espanya\|link=Selecció de futbol d'Espanya\|{{#if:\|]]                        | Jonathan Pereira (Racing de Santader)      |
| —  | MIG  | [[Fitxer:Flag of Argentina.svg\|23x15px\|border \|alt=Argentina\|link=Selecció de futbol de l'Argentina\|{{#if:\|]]             | Leandro Somoza (Vélez Sarsfield)           |
| —  | DEF  | [[Fitxer:Flag of Spain.svg\|23x15px\|border \|alt=Espanya\|link=Selecció de futbol d'Espanya\|{{#if:\|]]                        | Josemi (cedit al RCD Mallorca)             |
| —  | DEF  | [[Fitxer:Flag of Spain.svg\|23x15px\|border \|alt=Espanya\|link=Selecció de futbol d'Espanya\|{{#if:\|]]                        | César Arzo (Recreativo de Huelva)          |
| —  | MIG  | [[Fitxer:Flag of Argentina.svg\|23x15px\|border \|alt=Argentina\|link=Selecció de futbol de l'Argentina\|{{#if:\|]]             | Damián Escudero (cedit al Real Valladolid) |
| —  | DEF  | [[Fitxer:Flag of Uruguay.svg\|23x15px\|border \|alt=Uruguai\|link=Selecció de futbol de l'Uruguai\|{{#if:\|]]                   | Robert Flores (cedit al River Plate)       |
| —  | MIG  | [[Fitxer:Flag of Spain.svg\|23x15px\|border \|alt=Espanya\|link=Selecció de futbol d'Espanya\|{{#if:\|]]                        | Marquitos (cedit al Reial Societat)        |
| —  | DAV  | [[Fitxer:Flag of Brazil.svg\|23x15px\|border \|alt=Brasil\|link=Selecció de futbol del Brasil\|{{#if:\|]]                       | Felipe Manoel (cedit al SD Huesca)         |
| —  | MIG  | [[Fitxer:Bandera Castilla-La Mancha.svg\|23x15px\|border \|alt=Castella - la Manxa\|link=Castella - la Manxa\|{{#if:\|]]        | Josico (al Fenerbahçe)                     |

| Stage |

- del 15 de juliol fins al 25 de juliol pretemporada en Torremirona, a la localitat gironenca de Navata.

| Pretemporada |

- 30 de juliol: Vila-real CF - Liverpool FC (0-0) disputat al Madrigal a Vila-real.
- 2 d'agost: Reial Saragossa - Vila-real CF (1-2) disputat a Terol pel II Trofeu Ciutat de Terol.
- 9 d'agost: West Ham United FC - Vila-real CF (1-1) disputat a Boleyn Ground a Londres.
- 15 d'agost: Vila-real CF - Sevilla FC (0-2) disputat a l'Estadi Ramon de Carranza amb motiu del Trofeu Ramón de Carranza.
- 16 d'agost: Vila-real CF - Athletic de Bilbao (0-1) disputat a l'Estadi Ramon de Carranza pel 3r i 4t lloc en el Trofeu Ramón de Carranza
- 19 d'agost: Vila-real CF - Real Valladolid (1-5) amistós disputat al Madrigal a Vila-real.
- 22 d'agost: Vila-real CF - Udinese Calcio (0-1) disputat a l'estadi del Madrigal a Vila-real amb motiu del Trofeu de la Ceràmica.

| Classificació |

- Lliga: cinquè en Lliga. Classificat per a la Copa de la UEFA
- Copa del rei: eliminats en els setzens de finals davant el Poli Ejido (5-0 en l'anada i 1-1 en la tornada)
- Lliga de Campions: eliminats en quarts de final davant l'Arsenal. En la lligueta acabà segon, es classificà per als vuitens i es classificà per als quarts de final superant al Panathinaikos.